# Gumiel de Izán
Gumiel de Izán es un municipio y localidad española de la provincia de Burgos, en la comunidad autónoma de Castilla y León. El término municipal, ubicado en la comarca de la Ribera, tiene una población de 582 habitantes (INE 2024).

## Toponimia
El primer elemento del topónimo se repite en la vecina localidad de Gumiel de Mercado. El segundo elemento es el nombre propio vasco medieval Izani, bien documentado. El topónimo entra, pues, en la serie de nombres castellanos formados a partir del nombre de su señor o propietario de repoblación, en este caso de origen vasco-navarro muy posiblemente. Puede compararse bien Villahizán (Burgos), Villahizán de Treviño (Burgos).[cita requerida]
El primer elemento Gumiel tiene un aspecto claramente mozárabe: diminutivo en -iel a partir de un diminutivo latino en -ellu. Debemos partir, así, del latín *Kombellu, o similar, que podría ser adaptación de un vocablo celta bien conocido con el sentido de  loma, territorio curvado, pando.

## Geografía
El pueblo se halla en un pequeño alto entre los valles del Gromejón y Puentevilla. Situado en la autovía Madrid-Burgos, dista 12 km de Aranda de Duero y 68 km de Burgos capital. Forma parte del partido judicial de Aranda de Duero.
El río Gromejón, pequeño afluente del Duero, riega sus tierras a la par que otros pequeños subafluentes de él, que nacen y desembocan dentro del mismo término. Cuenta asimismo con numerosos canales y acequias.
En el municipio se puede observar el típico paisaje de la Ribera del Duero: altas y pedregosas parameras, seguido de una ondulada campiña dominada por el cereal y el viñedo así como una fértil vega en el fondo del valle.

### Ubicación
| Noroeste: Gumiel de Mercado, Santibáñez de Esgueva | Norte: Oquillas      | Noreste: Villalbilla de Gumiel |
| Oeste: Quintana del Pidio                          |                      | Este: Tubilla del Lago         |
| Suroeste Aranda de Duero                           | Sur: Aranda de Duero | Sureste: Villanueva de Gumiel  |

### Clima
En Gumiel hay un clima de tipo mediterráneo continental (Köppen Csb), típico de Castilla, de veranos moderadamente calurosos y secos e inviernos muy fríos debido a su elevada altitud (851 m s. n. m.). Los inviernos son muy fríos, con heladas constantes y nevadas ocasionales. Los veranos son secos y cálidos, con mínimas agradables (12-18 °C) y máximas calurosas (28-33 °C), con esporádicas tormentas vespertinas. En primavera y otoño es cuando se concentran la mayoría de las lluvias, más bien escasas (unos 400 mm al año).

### Río Gromejón
El Gromejón es un afluente del Duero, tiene una longitud de 45 km y nace en el pueblo de Caleruega. Tiene numerosos afluentes, entre los que destaca el Puentevilla.
En las márgenes del río Gromejón se levantaron importantes molinos harineros: la Granja, el Suso, Vegarrasa, y uno, el de San Pedro, en las inmediaciones del monasterio del mismo nombre, que suministró electricidad a la población durante la primera mitad del siglo XX. En las inmediaciones del pueblo, en el cauce del Puentevilla, existió otro molino harinero, el de Malvecino, hoy totalmente transformado en vivienda de recreo.

## Historia
Gumiel de Izán tiene un rico pasado. Sobre el origen del topónimo hay varios estudios sin que hasta el momento se pueda precisar si el origen es romano, godo o árabe.
En la A-1 Madrid, a la altura del kilómetro 174, está soterrada la denominada Fuente de los Montañeses o Foramontanos, de connotaciones históricas pues se la cita en una famosa frase de los Anales Castellanos: «exierunt foras montani de Malacoria et venerunt ad Castellam ({En la era 852, -año 814-} salieron fuera los montañeses de Malacuera y vinieron a Castilla)». Este texto, según Ontoria Oquillas que cita otras fuentes, debe interpretarse en el sentido de que de estas tierras (Monzón, Roa, los Gumieles…) salieron un grupo numeroso de pobladores para ir a la Castilla propiamente dicha (Vetula o Bardulia).
El primer documento histórico donde se cita Gumiel de Izán data del 1042. La influencia árabe en toda la zona y en Gumiel de Izán fue muy importante hasta mediados del siglo XV. De esta época han quedado algunos testimonios topográficos, interiores del Castillo, bodegas y galerías, pero sobre todo han quedado restos en la toponimia de numerosos parajes. Lo más probable es que Izán provenga del nombre del primer señor de la villa, Içane, hacia 1066.
Cerca de la villa, de cierta importancia en tiempos pasados, se alzaron los monasterios de bernardos de San Pedro de Gumiel y otro de benedictinos de San Lorenzo y Santa Eugenia.
Fue declarada villa realenga en 1326 por el rey Alfonso XI el Justiciero y confirmados sus privilegios por su hijo el rey Pedro I el Cruel, en 1335. El privilegio original se conserva aún y su contenido figura transcrito en el «Libro Becerro» en el Archivo Histórico Municipal, al igual que otros escritos de gran interés, es de un valor incalculable. Gumiel de Izán estaba totalmente amurallada con cinco puertas de acceso y poseía un torreón o fortaleza con galerías subterráneas. Sin poder precisar el origen de su construcción, se sabe que en 1464 ya estaba construida esta fortaleza.

La villa perteneció a varios señoríos: Avellaneda, marqués de Santillana, condes de Ureña y ducado de Osuna. En lo que respecta al marqués de Santillana, Juan II de Castilla le hizo donación de la villa «con su castillo y fortaleza y con todas sus aldeas y tierras y términos y con todos los vasallos así christianos como judíos y moros». Se sabe que durante el siglo XVII los duques e Osuna albergaron a los reyes en tránsito en una vivienda que todavía se conserva en la calle Real, a la altura de la plaza denominada precisamente el Palacio.

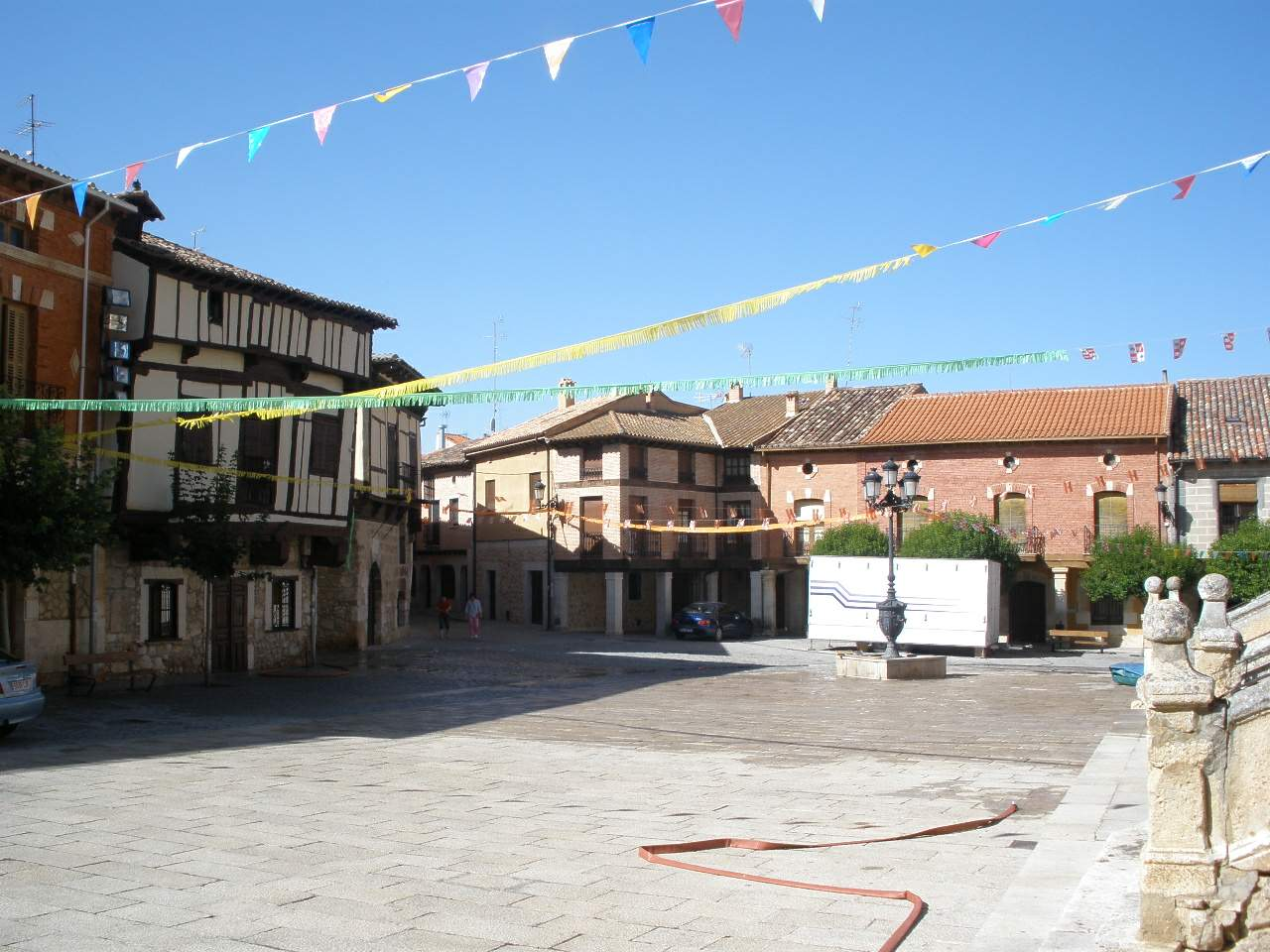
Plaza Mayor

En su término, y bajo su jurisdicción, hubo varias aldeas y dos monasterios: el de San Lorenzo y el cisterciense de San Pedro de Gumiel. Este último tuvo un papel preponderante en la Orden de Calatrava, y en él se celebró la primera parte del concilio Gumiel-Aranda (diciembre de 1473).
En 1968 se abrió al tráfico la línea Madrid-Burgos, que permitió la conexión de la comarca con el resto de la red ferroviaria española. El municipio contaba con una estación de ferrocarril propia, con edificio de viajeros y otras instalaciones, si bien la estación acabaría cayendo en decadencia y sería cerrada al servicio en la década de 1990, siendo demolida por ADIF en 2018.
Gumiel de Izán está hermanado con Dingé, pueblo de la Bretaña francesa, desde el año 1987.

## Demografía
Gumiel de Izán cuenta con una población de 582 habitantes (INE 2024).
| Gráfica de evolución demográfica de Gumiel de Izán entre 1842 y 2021 |
| |
| Población de derecho según los censos de población del INE. Población de hecho según los censos de población del INE.En estos censos se denominaba Gumiel de Hizán: 1897, 1900, 1910, 1920, 1930, 1940, 1950, 1960, 1970, 1981 y 1991. |

## Comunicaciones
Autovía del Norte A-1 de Madrid a Irún.

## Economía
Pueblo eminentemente agrícola, cuenta también con una pequeña industria en desarrollo y varias bodegas.

### Vino
La vid es al día de hoy el principal cultivo. La variedad predominante es la tinta del país de la que se obtienen vinos tintos y rosados dentro de la D. O. Ribera del Duero. Con la variedad albillo, en otro tiempo abundante y hoy en regresión, y otras variedades, se siguen elaborando asimismo claretes de tipo tradicional, no acogidos a la D. O., que pueden adquirirse tanto a particulares como en la bodega cooperativa La Asunción de Nuestra Señora.
Dentro de lo que es la cultura del vino, hay que mencionar el interés etnográfico de las bodegas excavadas bajo el pueblo, así como numerosos lagares situados en el propio casco urbano. La mayor parte de estas bodegas provienen de finales de la Edad Media, principios de la Edad Moderna cuando el comercio del vino tomó auge en la Ribera. Los lagares conservados son de fecha algo posterior.

### Otros cultivos
Se cultiva además bastante cereal, girasol y algo de remolacha, y otros cultivos de regadío en las vegas. También se cultivan bastantes árboles frutales como cerezos, ciruelos, manzanos y perales.
Cuenta también con importantes montes de pinos y encinas.

### Ganadería
En otro tiempo contó con una importante cabaña de ganado ovino de la variedad oveja churra, hoy desaparecida.
El término es coto particular de caza, destacando la caza menor: codorniz y perdiz y ocasionalmente caza mayor: jabalí.

### Industria
Cuenta con un pequeño polígono industrial y varias bodegas acogidas a la D. O. Ribera del Duero.

### Comercio y servicios
Existen en la localidad pequeños comercios de alimentación, y de comercio en general, que surten también a los pueblos de alrededor. Existe oficina de farmacia y varias entidades bancarias tienen oficina en esta localidad.
Además cuenta con grupo escolar comarcal, guardería, servicio postal, centro médico, asistencia social, biblioteca, ludoteca, gimnasio, escuela de música, etc.
En su polígono industrial hay talleres mecánicos y gasolinera.
Hay servicio regular de autobuses con Aranda de Duero y Burgos.

## Cultura

### Arquitectura

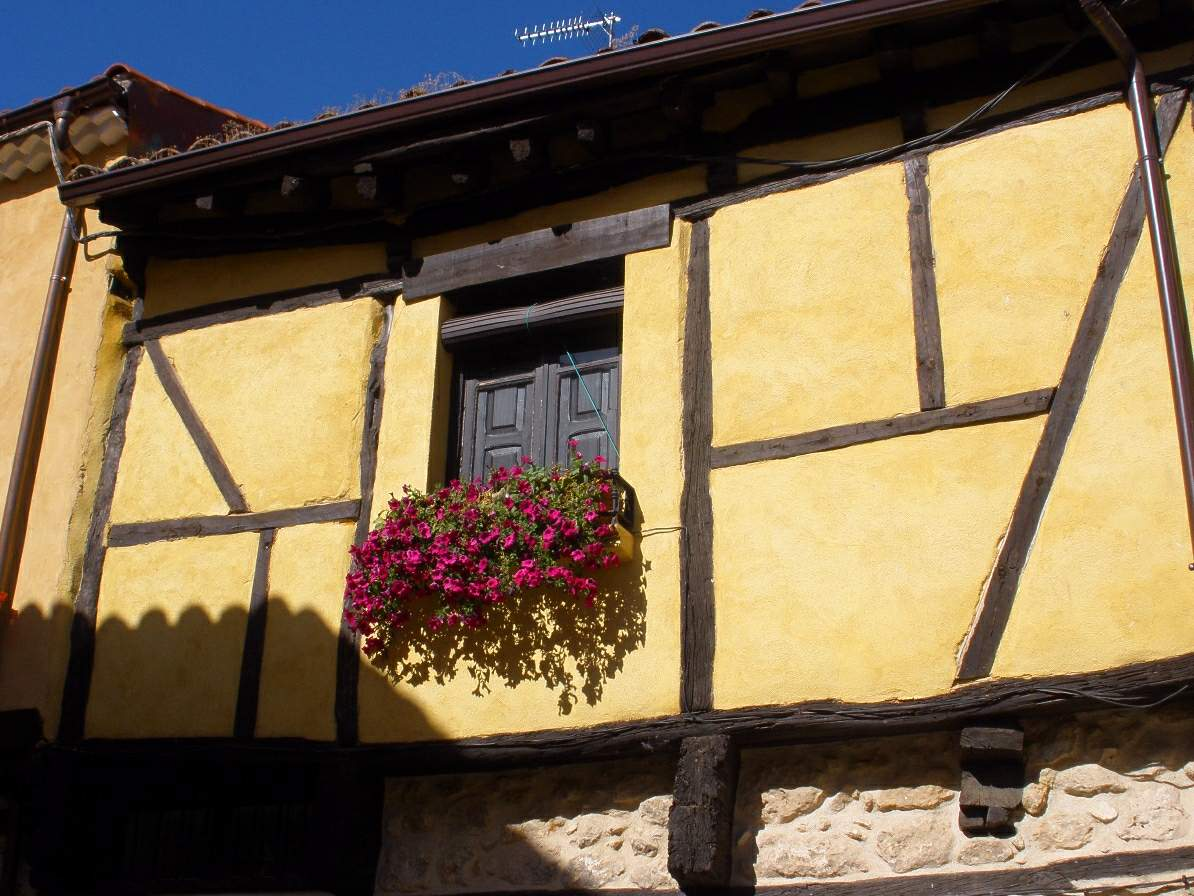
Fachada típica de arquitectura tradicional

El núcleo es conjunto histórico artístico desde el 26 de abril de 2004. En sus calles pueden observarse interesantes ejemplares de arquitectura popular, aparte de los ya mencionados lagares: casas con la planta baja y elementos estructurales de piedra, y los pisos superiores de adobe con entramado de madera. Las fachadas eran tradicionalmente enfoscadas, pero en las últimas rehabilitaciones se han dejado a la vista los elementos mencionados.

#### Iglesia parroquial de Santa María

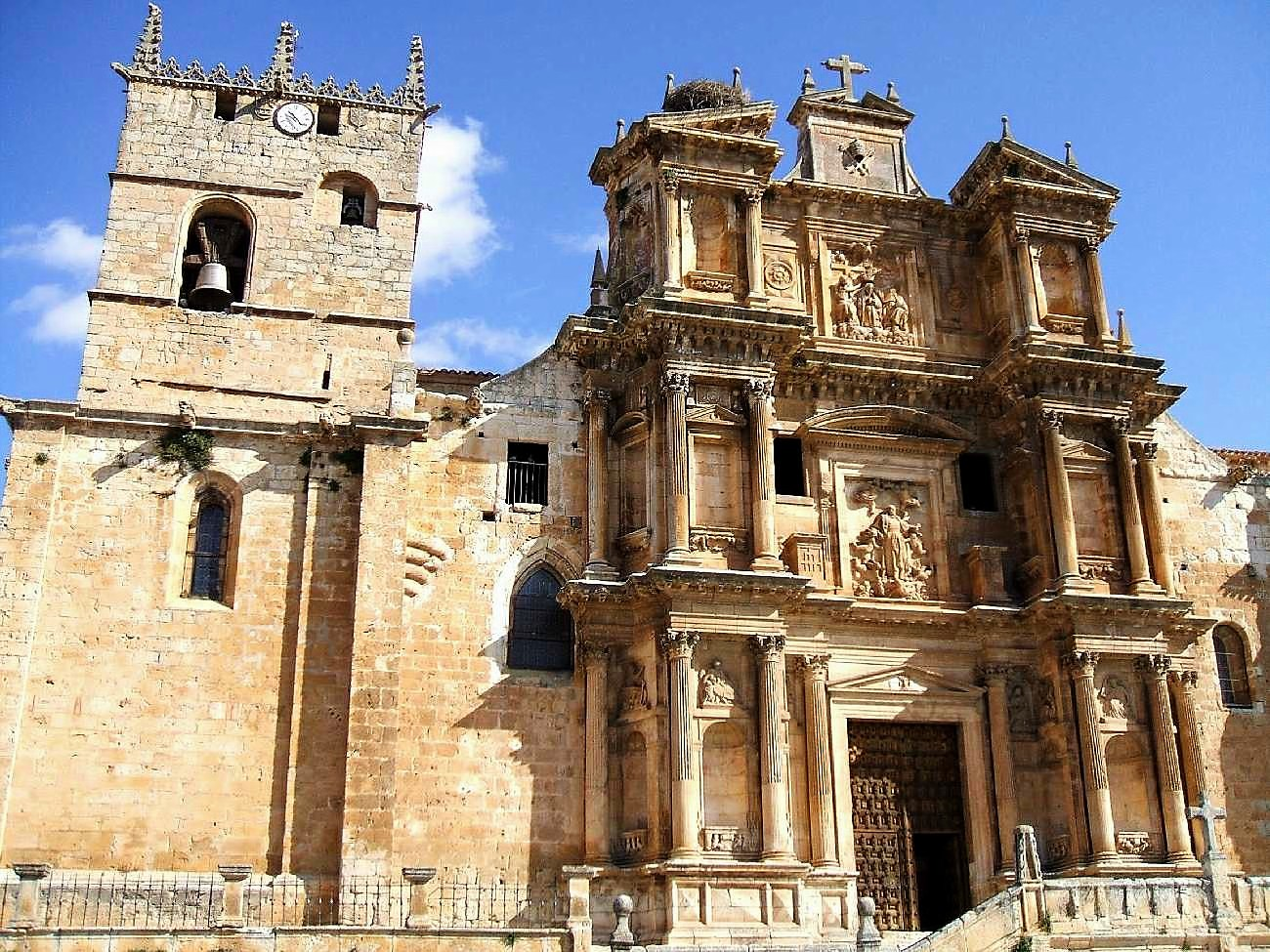
Vista de la portada y torre de la iglesia.

El monumento más importante es su iglesia parroquial, dedicada a la Virgen María, que ocupa el lado norte de la Plaza Mayor.
La iglesia actual, gótica, se construyó sobre una anterior de la que se conserva una puerta en el lado norte. La fachada y escalinatas son barrocas.
Fue declarada bien de interés cultural en la categoría de monumento el 8 de agosto de 1962.
En el año 2023 un artículo de National Geographic apuntó la similitud de la iglesia con el llamado Tesoro de Petra. Después otros medios de comunicación se harían eco del parecido con el monumento jordano, trayendo como consecuencia de esto una gran afluencia de visitantes y turistas.

#### Ermita de Santo Cristo de Reveche
Situada a unos cuatro kilómetros al norte del núcleo urbano, esta ermita, románica, muy bien conservada con interesante portada de arquivoltas y ábside decorado, se emparenta con el llamado románico del Esgueva.
De una sola nave y bóveda de cañón, cuenta como ya se ha dicho con portada policromada de arquivoltas, pila del agua bendita y ábside con canecillos decorados con motivos vegetales.
En su interior se veneraba, hasta que fue trasladado a la iglesia parroquial, la imagen gótica del Santo Cristo de Reveche, del que dice la coplilla popular:
Santo Cristo de Burgos,

¿quién es tu hermano?

Santo Cristo de Reveche,

que es gomellano.
Un amplio estudio sobre esta ermita, «Tesoros artísticos de Reveche» realizado por Pedro Ontoria Oquillas, se publicó en la revista local Nos Interesa. Informativo de Gumiel de Izán, n.º 65 (15.07.2002) pp. 16–29.

#### Ermita de la Virgen del Río
La Virgen del Río es la patrona de Gumiel de Izán, celebra su fiesta en el día 8 de septiembre.
La ermita se encuentra a un kilómetro y medio de la villa, siendo el paseo hasta ella muy habitual entre los gomellanos.
Tiene planta de cruz latina. Es de una sola nave con cuatro ventanas y dos puertas. Adosado a ella quedó en el siglo pasado el cementerio, hoy en desuso, siendo algunas de las piedras de las puertas de la antigua muralla aprovechadas para reforzar las paredes del cementerio o camposantillo.
Los papas concedieron gracias a cuantos visitaran esta ermita. El papa Clemente XII (1730-1740) concedió indulgencia plenaria a todos los fieles que confesados y comulgados visitasen la ermita de la Virgen del Río el de la Asunción. Dado en Roma a 10 de junio de 1735. Por su parte, Pío VI (1775-99) amplió esta indulgencia a quien, en las mismas condiciones, visitarse la ermita el día de San Antonio de Padua desde las primeras vísperas hasta el ocaso del mismo día. Dado en Roma, a 10 de septiembre de 1776. Este breve fue pedido por don Domingo Villanueva, cura propio de Pinilla Trasmonte y natural de Gumiel de Izán. Esto motivó una creciente y profunda devoción a la Virgen del Río de todos los devotos gomellanos.
Las fiestas son del 6 al 8 de septiembre. El día 7 por la noche, se canta la salve a la Virgen del Río y posteriormente se baila la jota cantada por los dulzaineros, y como broche juegos artificiales.
El día 8 al mediodía se baila la jota alrededor de la ermita.
En la ermita de la Virgen del Río residieron las cofradías de la Virgen del Río y de la Orden Tercera de San Francisco, y en la actualidad todavía residen las de San Isidro Labrador y de la Vera Cruz.

#### Otras ermitas
En su término municipal, y debido a la influencia del monasterio cisterciense de San Pedro (ver más abajo) hubo siempre buen número de ermitas, algunas hoy desaparecidas como la dedicada a Santa Bárbara en la zona del Puentevilla, o la de Santa Marina, camino de Reveche, y es muy posible que los topónimos que designan diferentes pagos con nombres de santos, San Cosmes, Santa Lucía..., hagan referencia a sitios de culto en los mismos. Importantes son también de destacar los restos arqueológicos que los distintos despoblados nos han dejado: las ruinas de San Martín o Tremello o la ermita del Cristo de Reveche, ya mencionada.

Dice una copla hablando de las ermitas de Gumiel:
San Antonio está en un alto,
San Roque en una ladera,

La Virgen del Río está

en medio de su arboleda. 
En ella se celebran misas durante las fiestas.
La ermita de la patrona, la Virgen del Río, sita «en medio de su arboleda» a un kilómetro y medio de la villa, al final del es también un ejemplo interesante de la arquitectura religiosa del siglo XVIII. La ermita de San Roque, sita en el casco urbano, y la de San Antonio, sobre un cerro a unos dos kilómetros del pueblo a orillas del Gromejón, ambas recientemente restauradas, son muestras interesantes de arquitectura religiosa popular.

#### Otras actuaciones arquitectónicas

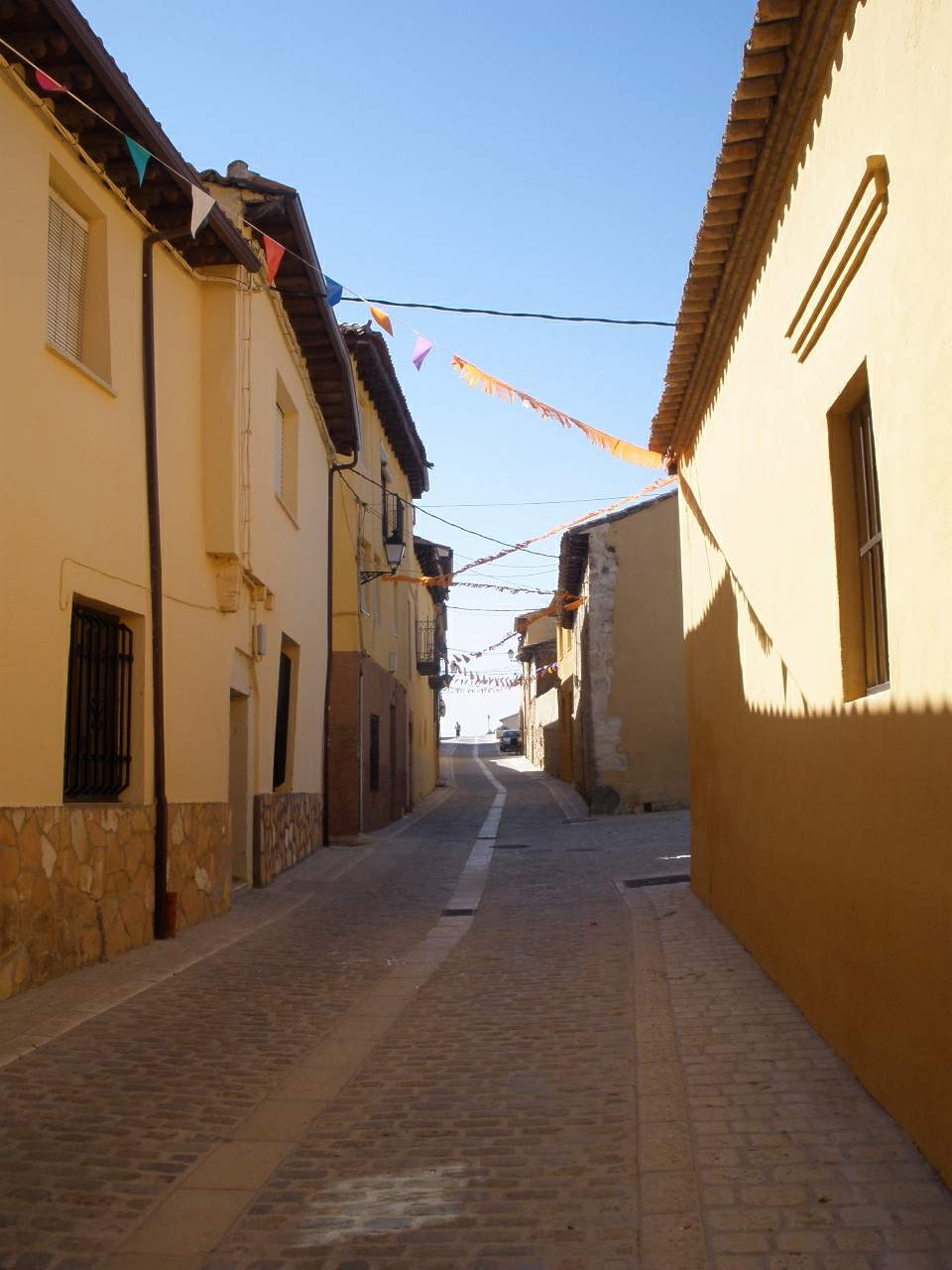
Primer tramo de la calle Real

Existe un Plan Especial de Reforma Interior, mejorado con el Plan Especial del Conjunto Histórico, dirigido a la conservación de todos los elementos arquitectónicos, tanto de los monumentos como de la arquitectura popular.

#### Enoarquitectura
Portia, en Gumiel de Izán, es el nombre de referencia entre los edificios enoturísticos en La Ribera del Duero, un edificio funcional, pero ante todo mimetizado con el entorno; un edificio descomunal por sus dimensiones.
El estudio de Norman Foster fue el encargado de diseñar una nueva bodega para el productor Grupo Faustino, enmarcada dentro de la denominación de origen de vinos Ribera del Duero.
El edificio está dispuesto en forma de trébol. Es masivo en extensión, pero en cambio el diseño de baja altura hace que se integre con facilidad en el paraje en el que se ubica.
Las tres “alas” del edificio albergan las distintas fases de elaboración del vino, mientras que la pieza central alberga las facilidades de descarga de uva.
Los materiales predominantes en la construcción son la madera de roble, el acero y el cristal, haciendo referencia expresa a aquellos que intervienen en la elaboración del vino.

### Folclore
El grupo de danzas El Puerro, que tomó este nombre en honor del pitero que acompañó durante muchos años al grupo, se formó en los años cuarenta impulsado por el folklorista burgalés Justo del Río. Desde entonces sucesivas generaciones se han sucedido en la búsqueda y conservación de las danzas tradicionales, a las que incorporan a los más pequeños. El grupo ha ganado varios premios y organiza todos los veranos un festival de folclore en el que participan grupos de toda España. También se ha comenzado a celebrar un encuentro de dulzaineros.
Justo del Río, en los años 1940, recuperó basándose en el testimonio de antiguos danzantes, la tonada de su danza más representativa, la jaula, para la que reconstruyó también una coreografía basándose en los mismos testimonios.

### Fiestas y tradiciones
Muchas son las tradiciones que conserva este pueblo burgalés, desde las tradicionales de invierno: San Antón, Santa Águeda, los carnavales, hasta las del verano con las romerías de San Antonio y del Cristo de Reveche. En primavera todavía se plantó hasta 2011 la cruz de mayo en uno de sus barrios.
De especial interés es la Semana Santa en la que el pueblo participa cantando unos textos que en parte se remontan al Siglo de Oro en procesiones que se celebran el Viernes Santo: El Calvario, por la mañana, hasta la ermita de la Virgen donde se canta un acto de contrición muy sentido; y el Entierro, por la noche.
Tienen importancia también a lo largo del año distintas procesiones: San Isidro, Santo Domingo de Guzmán, y sobre todo las del Corpus, en las que las calles se adornan con altares y sobre el suelo se esparcen hierbas olorosas, yerbabuena y ajenjo, al paso de la procesión, y la Octava del Corpus (ya desaparecida), de recorrido más corto pero de igual significación.

Hasta 2012 se ha celebrado el primer domingo de marzo la fiesta de la matanza, de carácter popular en la que se sacrificaba un cerdo a la manera tradicional y se hacía una comida típica de un día de matanzas, siempre acompañados de música tradicional. Desde el 1999 hasta el 2011 inclusive, se celebró el primer fin de semana de julio un mercado medieval, en el que entre otras actividades se recreaba el nombramiento de Gumiel como villa realenga.

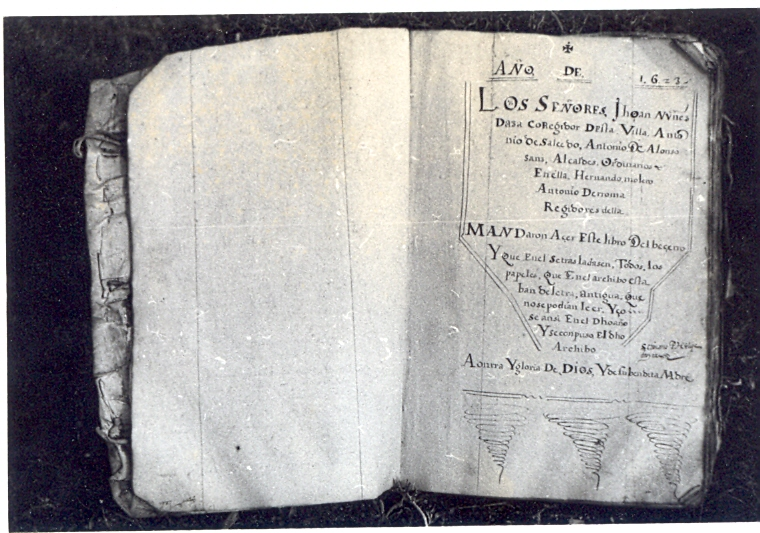

El municipio posee una rica historia, buena parte recogida en el Archivo Histórico Municipal compuesto por más de 1000 documentos entre los que se encuentra el «Libro Becerro», compilación de los documentos de mayor relieve, de la historia general de la villa; también se encuentran interesantes pergaminos, siendo el más antiguo de 1184. 